# YUNOSY
YUNOSY（ユノシー）は、日本のソングライター、編曲家、ギタリスト。

## 楽曲提供

### アーティスト
ASP
- SPiT OUT（トラックデザイン）

BiS
- I ain't weak maybe..（作曲）

BiSH
- ごめんね（トラックデザイン） NHK「みんなのうた」
- ぴょ（トラックデザイン）

BOYSGROUP
- Feeling（作曲）
- マスカット（作曲）

CUTIE STREET
- 解（作詞・作曲・編曲）

EMPiRE
- SUPER FEELiNG GOOD（トラックデザイン）
- LET US FREE（共編曲）
- RATHER（トラックデザイン）
- 甘い罠（作曲・共編曲）
- TiMiNG（共編曲）
- LET'S SHOW（作曲・編曲）
- ねぇ（トラックデザイン）

GANG PARADE
- Anything Goes!!!!（トラックデザイン）
- SUPER PARTY PEOPLE（トラックデザイン）
- ENJOY OUR PARADE（作曲）

Girls be bad
- アブダビGO（トラックデザイン）
- それじゃ あまたね（トラックデザイン）
- 歓びの歌（トラックデザイン）

HOSHI-NO-OKA
- Etarnal（トラックデザイン）
- Hush Hush（トラックデザイン）

MILLE FLEURS
- SOIYA SOIYA（トラックデザイン）

NOW DRAMATiC
- アステリズム（トラックデザイン）
- U・RA・HA・RA（トラックデザイン）

O-VER-KiLL
- あくなき鼓動（トラックデザイン）
- 栄光の足音（トラックデザイン）

POPPiNG EMO
- Another World（トラックデザイン）
- Youth（トラックデザイン）

SUPER REPLiCA
- BIG LOVE（編曲）
- アイドル（編曲）
- 最高最強NO.1（編曲）

SWEET STEADY
- ワガママ（作詞・作曲・編曲）

Symdolick
- 夢見てさようなら（作詞・作曲・編曲）
- EGO（作詞・作曲・編曲）

TEAM SHACHI
- FANTASTIC MIRAI（トラックデザイン）

Toi Toi Toi
- 涙のストーリーテラー（トラックデザイン）

いぎなり東北産
- 背徳のエビデンス（トラックデザイン）

花魁ノ國バンド（Vo.毛倡妓 CV：内田真礼）
- あなたと空を見上げたら（トラックデザイン）

熊本フィーバーズ
- Feel so nice!! くまもと（トラックデザイン）

堺ノ國バンド（Vo.猫又 CV：鬼頭明里）
- ダンダダンダンシン！（トラックデザイン）

佐野菜々美
- 明日の空へ（編曲）

鞘師里保
- DARKSIDE（トラックデザイン）

バリカタキッズ
- 踊る！クリスマスマーケット（トラックデザイン）
- 手と手つないで ～まどかな街～（トラックデザイン）
- 天神でビッグバン！（トラックデザイン）

×純文学少女歌劇団
- 黒い蝶（作曲）

前田佳織里
- 常識外れヒューマン（編曲）

豆柴の大群
- LUCKY！！（トラックデザイン）
- 僕だけの回答（トラックデザイン）

ルクトゥーMe
- じゃん（編曲）

### 劇伴
参加作品
- 『仮面ライダーBLACK SUN』オリジナル・サウンドトラック
- 『十一人の賊軍』オリジナル・サウンドトラック
- ゲーム「アイ・アム・マジカミ」